# Geotrupes castaneipennis
Geotrupes castaneipennis es una especie de coleóptero de la familia Geotrupidae.

## Distribución geográfica
Habita en el Tíbet, China  y la India.